# جمال بخيت
جمال محمد أحمد بخيت (29 يناير 1954 -) هو شاعر وكاتب أغاني مصري.

## حياته
- خريج كلية الاعلام – قسم صحافة عام 1979 – جامعة القاهرة[3]
- اختارته  الإذاعة المصرية اربع مرات متتالية ليكتب الاغنية التي تشارك بها في مسابقة الاغنية العربية التي يقيمها سنويا اتحاد الاذاعات العربية لجامعة الدول العربية..
- في عام 1995 شارك في المسابقة التي عقدت في الأردن  بنعشق الحياة لحن  حلمي بكر وغناء  غادة رجب وفازت الاغنية بالجائزة الكبرى وهي جائزة الميكروفون الذهبي كأفضل عمل متكامل
- في عام 1996 شارك في المسابقة التي عقدت ب البحرين باغنية اتجمعوا  لحن  عمار الشريعي وغناء  أنغام .. وفازت الاغنية بجائزة أفضل لحن..
- وفي عام 1998 شارك باغنية  غنى  لحن  حلمي بكر وغناء رحاب مطاوع وقد فاز الشاعر بجائزة أفضل نص كما فاز الفنان  حلمي بكر بجائزة أفضل لحن عن نفس الاغنية..
- اختارته  الإذاعة المصرية للمشاركة بأغنية (وطن عربى) في مسابقة الاغنية العربية التي أقيمت في دمشق يوم 16 / 6 / 2005.. لحن الاغنية  فاروق الشرنوبى ووزعها  يحيى الموجى وغناها  محمد الحلو وقد فازت بالمركز الأول من بين الاغنيات التي شاركت بها أغلب الدول العربية..[4]

## سيرته
كافح بشعره وكتاباته في عهد الرئيس السابق حسنى مبارك ضد التوريث وتكميم افواه المعارضة والفقر ومن ابرز قصائده التي اشتهر بها قصيدة‹الواد كبر› و‹دين ابوهم› وقصيدة ‹الفترة الجاية لسوهارتو› التي تناولت تاييد البعض لسوهارتو الرئيس الاندونيسى السابق بعدما قامت عليه ثورة فقدم استقالته وكان يقصد بتلك القصيدة الجماعات المؤيدة للرئيس المصري السابق حسنى مبارك بعدما تنحى عن الحكم بعد قيام ثورة 25 يناير مثل ‹اسفين يا ريس› و‹أبناء مبارك›بالإضافة إلى قصيدة ‹ارجع بقى› والتي يشير فيها إلى اشتياقه إلى عهد الرئيس المصري الراحل جمال عبد الناصر وقصيدة ‹فلسطينى› التي يساند فيها الشعب الفلسطيني المحتل في قضيته وهناك أيضا قصيدة ‹المصرى› والتي يعتز فيها بمصريته وتراثه وقصيدة ‹اهلا رمضان›· وكلها اشعار عامية·